# Världscupen i alpin skidåkning 1994/1995
Världscupen i alpin skidåkning 1994/1995 inleddes 26 november 1994 i Park City för damerna och 13 december 1994 i Tignes för herrarna. Säsongen avslutades 19 mars 1995 i Bormio. Vinnare av totala världscupen blev Vreni Schneider och Alberto Tomba.

## Tävlingskalender

### Herrar

#### Störtlopp
| Datum            | Ort                     | Etta                       | Tvåa                        | Trea                        |
| ---------------- | ----------------------- | -------------------------- | --------------------------- | --------------------------- |
| 16 december 1994 | Val d’Isère (Frankrike) | Josef Strobl (Österrike)   | Luc Alphand (Frankrike)     | Günther Mader (Österrike)   |
| 17 december 1994 | Val d’Isère (Frankrike) | Armin Assinger (Österrike) | Patrick Ortlieb (Österrike) | Josef Strobl (Österrike)    |
| 13 januari 1995  | Kitzbühel (Österrike)   | Luc Alphand (Frankrike)    | Patrick Ortlieb (Österrike) | Kristian Ghedina (Italien)  |
| 14 januari 1995  | Kitzbühel (Österrike)   | Luc Alphand (Frankrike)    | Armin Assinger (Österrike)  | Werner Perathoner (Italien) |
| 20 januari 1995  | Wengen (Schweiz)        | Kristian Ghedina (Italien) | Peter Rzehak (Österrike)    | Hannes Trinkl (Österrike)   |
| 21 januari 1995  | Wengen (Schweiz)        | Kyle Rasmussen (USA)       | Werner Franz (Österrike)    | Armin Assinger (Österrike)  |
| 25 februari 1995 | Whistler (Kanada)       | Kristian Ghedina (Italien) | Lasse Kjus (Norge)          | Patrick Ortlieb (Österrike) |
| 11 mars 1995     | Kvitfjell (Norge)       | Kyle Rasmussen (USA)       | Kristian Ghedina (Italien)  | Patrick Ortlieb (Österrike) |
| 15 mars 1995     | Bormio (Italien)        | Luc Alphand (Frankrike)    | AJ Kitt (USA)               | Lasse Kjus (Norge)          |

#### Super-G
| Datum            | Ort                   | Etta                        | Tvåa                        | Trea                         |
| ---------------- | --------------------- | --------------------------- | --------------------------- | ---------------------------- |
| 11 december 1994 | Tignes (Frankrike)    | Patrick Ortlieb (Österrike) | Tommy Moe (USA)             | Luc Alphand (Frankrike)      |
| 16 januari 1995  | Kitzbühel (Österrike) | Günther Mader (Österrike)   | Peter Runggaldier (Italien) | Armin Assinger (Österrike)   |
| 26 februari 1995 | Whistler (Kanada)     | Peter Runggaldier (Italien) | AJ Kitt (USA)               | Christian Greber (Österrike) |
| 10 mars 1995     | Kvitfjell (Norge)     | Werner Perathoner (Italien) | Kristian Ghedina (Italien)  | Kyle Rasmussen (USA)         |
| 16 mars 1995     | Bormio (Italien)      | Richard Kröll (Österrike)   | Peter Runggaldier (Italien) | Werner Perathoner (Italien)  |

#### Storslalom
| Datum            | Ort                       | Etta                           | Tvåa                                               | Trea                         |
| ---------------- | ------------------------- | ------------------------------ | -------------------------------------------------- | ---------------------------- |
| 10 december 1994 | Tignes (Frankrike)        | Achim Vogt (Liechtenstein)     | Michael von Grünigen (Schweiz)                     | Kjetil André Aamodt (Norge)  |
| 18 december 1994 | Val d’Isère (Frankrike)   | Michael von Grünigen (Schweiz) | Kjetil André Aamodt (Norge)                        | Günther Mader (Österrike)    |
| 22 december 1994 | Alta Badia (Italien)      | Alberto Tomba (Italien)        | Urs Kälin (Schweiz)                                | Christian Mayer (Österrike)  |
| 6 januari 1995   | Kranjska Gora (Slovenien) | Alberto Tomba (Italien)        | Mitja Kunc (Slovenien) H. C. Strand Nilsen (Norge) |                              |
| 4 februari 1995  | Adelboden (Schweiz)       | Alberto Tomba (Italien)        | Jure Košir (Slovenien)                             | H. C. Strand Nilsen (Norge)  |
| 20 februari 1995 | Furano (Japan)            | Mario Reiter (Österrike)       | Jure Košir (Slovenien)                             | H. C. Strand Nilsen (Norge)  |
| 18 mars 1995     | Bormio (Italien)          | Alberto Tomba (Italien)        | Günther Mader (Österrike)                          | Rainer Salzgeber (Österrike) |

#### Slalom
| Datum            | Ort                               | Etta                          | Tvåa                             | Trea                          |
| ---------------- | --------------------------------- | ----------------------------- | -------------------------------- | ----------------------------- |
| 4 december 1994  | Tignes (Frankrike)                | Alberto Tomba (Italien)       | Michael Tritscher (Österrike)    | Thomas Fogdö (Sverige)        |
| 12 december 1994 | Sestriere (Italien)               | Alberto Tomba (Italien)       | Thomas Fogdö (Sverige)           | Michael Tritscher (Österrike) |
| 20 december 1994 | Lech (Österrike)                  | Alberto Tomba (Italien)       | Thomas Sykora (Österrike)        | Jure Košir (Slovenien)        |
| 21 december 1994 | Lech (Österrike)                  | Alberto Tomba (Italien)       | Thomas Sykora (Österrike)        | Michael Tritscher (Österrike) |
| 8 januari 1995   | Garmisch-Partenkirchen (Tyskland) | Alberto Tomba (Italien)       | Marc Girardelli (Luxemburg)      | Yves Dimier (Frankrike)       |
| 15 januari 1995  | Kitzbühel (Österrike)             | Alberto Tomba (Italien)       | Jure Košir (Slovenien)           | Ole Kristian Furuseth (Norge) |
| 22 januari 1995  | Wengen (Schweiz)                  | Alberto Tomba (Italien)       | Michael von Grünigen (Schweiz)   | Jure Košir (Slovenien)        |
| 19 februari 1995 | Furano (Japan)                    | Michael Tritscher (Österrike) | Mario Reiter (Österrike)         | Ole Kristian Furuseth (Norge) |
| 19 mars 1995     | Bormio (Italien)                  | Ole Kristian Furuseth (Norge) | Thomas Stangassinger (Österrike) | Yves Dimier (Frankrike)       |

#### Alpin kombination
| Datum              | Ort                   | Etta                        | Tvåa                        | Trea                        |
| ------------------ | --------------------- | --------------------------- | --------------------------- | --------------------------- |
| 14-15 januari 1995 | Kitzbühel (Österrike) | Marc Girardelli (Luxemburg) | H. C. Strand Nilsen (Norge) | Günther Mader (Österrike)   |
| 21-22 januari 1995 | Wengen (Schweiz)      | Marc Girardelli (Luxemburg) | Lasse Kjus (Norge)          | H. C. Strand Nilsen (Norge) |

### Damer

#### Störtlopp
| Datum            | Ort                              | Etta                     | Tvåa                                                   | Trea                          |
| ---------------- | -------------------------------- | ------------------------ | ------------------------------------------------------ | ----------------------------- |
| 2 december 1994  | Vail (USA)                       | Hilary Lindh (USA)       | Isolde Kostner (Italien)                               | Katja Seizinger (Tyskland)    |
| 9 december 1994  | Lake Louise (Kanada)             | Picabo Street (USA)      | Hilary Lindh (USA)                                     | Katja Seizinger (Tyskland)    |
| 10 december 1994 | Lake Louise (Kanada)             | Hilary Lindh (USA)       | Florence Masnada (Frankrike)                           | Heidi Zeller-Bähler (Schweiz) |
| 20 januari 1995  | Cortina d’Ampezzo (Italien)      | Michaela Gerg (Tyskland) | Picabo Street (USA)                                    | Katja Seizinger (Tyskland)    |
| 21 januari 1995  | Cortina d’Ampezzo (Italien)      | Picabo Street (USA)      | Barbara Merlin (Italien)                               | Katja Seizinger (Tyskland)    |
| 17 februari 1995 | Åre (Sverige)                    | Picabo Street (USA)      | Katja Seizinger (Tyskland)                             | Isolde Kostner (Italien)      |
| 4 mars 1995      | Saalbach-Hinterglemm (Österrike) | Picabo Street (USA)      | Isolde Kostner (Italien) Warwara Selenskaja (Ryssland) |                               |
| 11 mars 1995     | Lenzerheide (Schweiz)            | Picabo Street (USA)      | Warwara Selenskaja (Ryssland)                          | Renate Götschl (Österrike)    |
| 15 mars 1995     | Bormio (Italien)                 | Picabo Street (USA)      | Warwara Selenskaja (Ryssland)                          | Barbara Merlin (Italien)      |

#### Super-G
| Datum            | Ort                               | Etta                          | Tvåa                           | Trea                                        |
| ---------------- | --------------------------------- | ----------------------------- | ------------------------------ | ------------------------------------------- |
| 3 december 1994  | Vail (USA)                        | Sylvia Eder (Österrike)       | Veronika Wallinger (Österrike) | Heidi Zeller-Bähler (Schweiz)               |
| 11 december 1994 | Lake Louise (Kanada)              | Katja Seizinger (Tyskland)    | Heidi Zeller-Bähler (Schweiz)  | Martina Ertl (Tyskland) Picabo Street (USA) |
| 7 januari 1995   | Haus im Ennstal (Österrike)       | Anita Wachter (Österrike)     | Katja Seizinger (Tyskland)     | Heidi Zeller-Bähler (Schweiz)               |
| 10 januari 1995  | Flachau (Österrike)               | Renate Götschl (Österrike)    | Katja Seizinger (Tyskland)     | Špela Pretnar (Slovenien)                   |
| 14 januari 1995  | Garmisch-Partenkirchen (Tyskland) | Florence Masnada (Frankrike)  | Picabo Street (USA)            | Shannon Nobis (USA)                         |
| 19 januari 1995  | Cortina d’Ampezzo (Italien)       | Katja Seizinger (Tyskland)    | Shannon Nobis (USA)            | Miriam Vogt (Tyskland)                      |
| 5 mars 1995      | Saalbach-Hinterglemm (Österrike)  | Heidi Zeller-Bähler (Schweiz) | Heidi Zurbriggen (Schweiz)     | Martina Ertl (Tyskland)                     |
| 19 mars 1995     | Bormio (Italien)                  | Katja Seizinger (Tyskland)    | Renate Götschl (Österrike)     | Florence Masnada (Frankrike)                |

#### Storslalom
| Datum            | Ort                         | Etta                          | Tvåa                          | Trea                         |
| ---------------- | --------------------------- | ----------------------------- | ----------------------------- | ---------------------------- |
| 28 november 1994 | Park City (USA)             | Heidi Zeller-Bähler (Schweiz) | Sabina Panzanini (Italien)    | Vreni Schneider (Schweiz)    |
| 4 december 1994  | Vail (USA)                  | Heidi Zeller-Bähler (Schweiz) | Vreni Schneider (Schweiz)     | Marianne Kjørstad (Norge)    |
| 21 december 1994 | Alta Badia (Italien)        | Sabina Panzanini (Italien)    | Anita Wachter (Österrike)     | Deborah Compagnoni (Italien) |
| 8 januari 1995   | Haus im Ennstal (Österrike) | Deborah Compagnoni (Italien)  | Heidi Zeller-Bähler (Schweiz) | Vreni Schneider (Schweiz)    |
| 22 januari 1995  | Cortina d’Ampezzo (Italien) | Anita Wachter (Österrike)     | Vreni Schneider (Schweiz)     | Špela Pretnar (Slovenien)    |
| 18 februari 1995 | Åre (Sverige)               | Anita Wachter (Österrike)     | Vreni Schneider (Schweiz)     | Deborah Compagnoni (Italien) |
| 25 februari 1995 | Maribor (Slovenien)         | Martina Ertl (Tyskland)       | Špela Pretnar (Slovenien)     | Deborah Compagnoni (Italien) |
| 18 mars 1995     | Bormio (Italien)            | Špela Pretnar (Slovenien)     | Sabina Panzanini (Italien)    | Urška Hrovat (Slovenien)     |

#### Slalom
| Datum            | Ort                               | Etta                      | Tvåa                         | Trea                           |
| ---------------- | --------------------------------- | ------------------------- | ---------------------------- | ------------------------------ |
| 27 november 1994 | Park City (USA)                   | Vreni Schneider (Schweiz) | Martina Accola (Schweiz)     | Kristina Andersson (Sverige)   |
| 18 december 1994 | Sestriere (Italien)               | Vreni Schneider (Schweiz) | Pernilla Wiberg (Sverige)    | Béatrice Filliol (Frankrike)   |
| 30 december 1994 | Méribel (Frankrike)               | Urška Hrovat (Slovenien)  | Vreni Schneider (Schweiz)    | Leila Piccard (Frankrike)      |
| 15 januari 1995  | Garmisch-Partenkirchen (Tyskland) | Martina Ertl (Tyskland)   | Deborah Compagnoni (Italien) | Gabriela Zingre-Graf (Schweiz) |
| 26 februari 1995 | Maribor (Slovenien)               | Vreni Schneider (Schweiz) | Katja Koren (Slovenien)      | Trude Gimle (Norge)            |
| 12 mars 1995     | Lenzerheide (Schweiz)             | Pernilla Wiberg (Sverige) | Vreni Schneider (Schweiz)    | Martina Ertl (Tyskland)        |
| 19 mars 1995     | Bormio (Italien)                  | Vreni Schneider (Schweiz) | Pernilla Wiberg (Sverige)    | Urška Hrovat (Slovenien)       |

#### Alpin kombination
| Datum           | Ort                   | Etta                      | Tvåa                      | Trea                    |
| --------------- | --------------------- | ------------------------- | ------------------------- | ----------------------- |
| 11-12 mars 1995 | Lenzerheide (Schweiz) | Pernilla Wiberg (Sverige) | Vreni Schneider (Schweiz) | Martina Ertl (Tyskland) |

## Slutplacering damer
| Placering | Namn            | Land      | Total Poäng | Störtlopp | Super G | Storslalom | Slalom | Kombination |
| --------- | --------------- | --------- | ----------- | --------- | ------- | ---------- | ------ | ----------- |
| 1         | Vreni Schneider | Schweiz   | 1248        | 84        | 74      | 450        | 560    | 80          |
| 2         | Katja Seizinger | Tyskland  | 1242        | 445       | 446     | 206        | 95     | 50          |
| 3         | Heidi Zeller    | Schweiz   | 1044        | 242       | 366     | 420        | 0      | 16          |
| 4         | Martina Ertl    | Tyskland  | 985         | 77        | 237     | 333        | 278    | 60          |
| 5         | Picabo Street   | USA       | 905         | 709       | 196     | 0          | 0      | 0           |
| 6         | Pernilla Wiberg | Sverige   | 816         | 201       | 140     | 20         | 355    | 100         |
| 7         | Špela Pretnar   | Slovenien | 669         | 0         | 119     | 352        | 158    | 40          |
| 8         | Anita Wachter   | Österrike | 593         | 54        | 128     | 295        | 116    | 0           |
| 9         | Hilary Lindh    | USA       | 549         | 493       | 56      | 0          | 0      | 0           |
| 10        | Urška Hrovat    | Slovenien | 535         | 0         | 0       | 260        | 275    | 0           |

## Slutplacering herrar
| Placering | Namn                 | Land      | Total Poäng | Störtlopp | Super G | Storslalom | Slalom | Kombination |
| --------- | -------------------- | --------- | ----------- | --------- | ------- | ---------- | ------ | ----------- |
| 1         | Alberto Tomba        | Italien   | 1150        | 0         | 0       | 450        | 700    | 0           |
| 2         | Günther Mader        | Österrike | 775         | 221       | 250     | 212        | 32     | 60          |
| 3         | Jure Košir           | Slovenien | 760         | 0         | 0       | 355        | 105    | 0           |
| 4         | Marc Girardelli      | Luxemburg | 744         | 73        | 111     | 91         | 269    | 200         |
| 5         | Kjetil André Aamodt  | Norge     | 708         | 43        | 79      | 307        | 179    | 100         |
| 6         | Lasse Kjus           | Norge     | 665         | 227       | 47      | 212        | 54     | 125         |
| 7         | Kristian Ghedina     | Italien   | 644         | 473       | 126     | 29         | 0      | 16          |
| 8         | Luc Alphand          | Frankrike | 609         | 484       | 96      | 0          | 0      | 29          |
| 9         | Michael von Grünigen | Schweiz   | 578         | 0         | 0       | 296        | 282    | 0           |
| 10        | Mario Reiter         | Österrike | 559         | 0         | 0       | 218        | 341    | 0           |